# Elżbieta Krzesińska
Elżbieta Maria Krzesińska née Duńska (Varsóvia, 11 de novembro de 1934 – 29 de dezembro de 2015) foi uma ex-atleta e campeã olímpica polonesa, especialista no salto em distância.
Atleta eclética, foi campeã polonesa do salto em distância (1952-57, 1959, 1962-63), dos 80 m c/ barreiras (1957) e do pentatlo feminino (1953 e 1962). Depois de uma primeira participação em Jogos Olímpicos, em Helsinque 1952, onde ficou apenas no 12º lugar, conquistou a medalha de ouro na mesma prova e no pentatlo na Universíade não-oficial de 1954, em Budapeste, Hungria.
Em agosto de 1956, Elzbieta quebrou o recorde mundial do salto em distância (6,35 m) em Budapeste e em novembro do mesmo ano, em Melbourne 1956, conquistou o ouro olímpico igualando a própria marca.
Em Roma 1960, em sua terceira participação olímpica, conquistou a prata na mesma prova.
Atleta nata, ela continuou a praticar esportes até muito depois de sua carreira olímpica. Aos 54 anos, em 1988, ainda quebrava recordes mundiais para o salto triplo, salto em distância e provas com barreiras em seu grupo de idade. Casou-se  com Andrzej Krzesinska, um dos mais respeitados técnicos de atletismo do mundo e vive hoje nos Estados Unidos, onde sua neta, Elzunia Lamb, foi campeã do salto em distância do estado da Califórnia em 2001.